# Shaiya
Shaiya («Теос: Желания Богини») — free-to-play MMORPG, разработанная южнокорейской компанией SonoV Entertainment. С 2009 по 2012 год в СНГ оперировалась компанией Nival. Лучшая игра 2007 года по версии gameborder.com. В том же 2007 году игра заняла первое место в номинации «Best Graphics» и второе место в «Most Participants» на mmosite.com.
В основе игры лежит противостояние двух сторон — Альянса Света (люди и эльфы) и Союза Ярости (вейлы и нордейлы). В каждой расе имеется по три класса. Каждую сторону возглавляет богиня — Дейдра и Риэль соответственно.
Присутствует система крафтинга и ездовые животные.
Игромания отмечает, что геймплей, интерфейс и картинка напоминают Guild Wars, EverQuest и World of Warcraft.